# اسید چرب متیل استر
استرهای متیل اسید چرب (FAME) نوعی از استر اسید چرب است که از چربی‌ها با متانول حاصل می‌شود. مولکولهای موجود در بیودیزل در درجه اول FAME هستند که معمولاً از طریق روغن ترانسفورمر از روغنهای گیاهی به دست می‌آیند. آنها برای تولید مواد شوینده و بیودیزل مورد استفاده قرار می‌گیرند. FAMEها به‌طور معمول توسط یک واکنش قلیایی بین چربی‌ها و متانول در حضور پایه مانند هیدروکسید سدیم متواکسید یا هیدروکسید پتاسیم تولید می‌شوند. یکی از دلایل استفاده FAME در بیودیزل به جای اسیدهای چرب آزاد، خنثی کردن هرگونه خوردگی ناشی از اسیدهای چرب آزاد فلزات موتورها، تأسیسات تولید و غیره است. اسیدهای چرب آزاد اسید ملایم هستند، اما به مرور زمان می‌توانند برخلاف استرهای خود باعث خوردگی تجمعی شوند.

## جزئیات دیگر
هر میکروارگانیسم دارای مشخصات خاص FAME (اثر انگشت میکروبی) است. پس از تری گلیسیریدها، اسیدهای چرب و برخی لیپیدها برخی از میکروبهای کشت شده، استری می‌شوند. از این پروفایل‌ها می‌توان به عنوان ابزاری برای ردیابی منبع میکروبی (MST) برای شناسایی سویه‌های باکتری شناختی و برای توصیف گونه‌های جدید باکتریها استفاده کرد.